# Protipovodňová ochrana Prahy

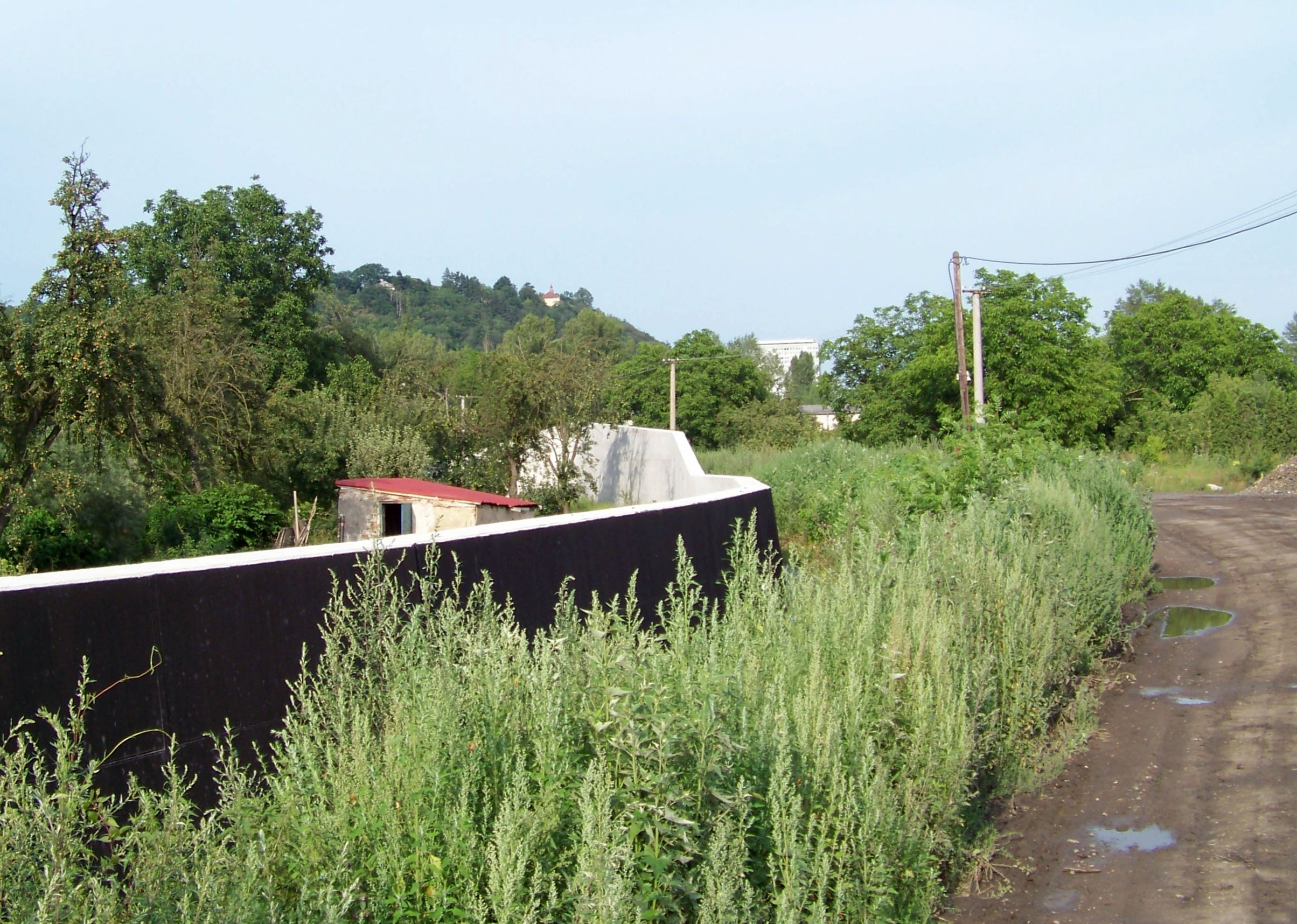
Protipovodňová zeď, Troja

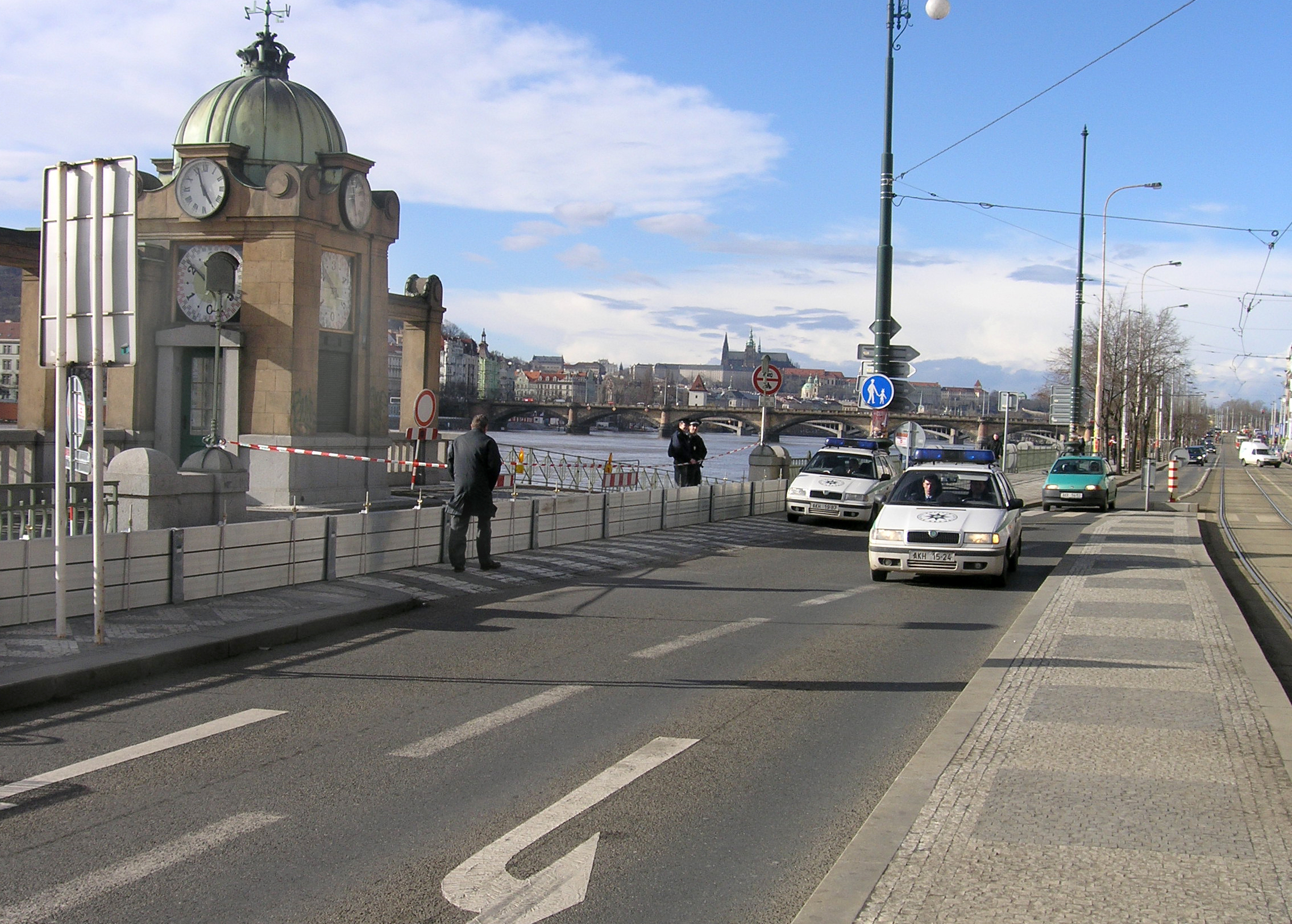
Preventivně nasazená protipovodňová ochrana v Praze na Výtoni na jaře 2006

Protipovodňová ochrana Prahy se ukázala být nutnosti již po povodních na Moravě v roce 1997, dalším impulsem byla povodeň v roce 2002, kdy Vltava zaplavila podstatnou část pražského metra a rozsáhlá území, například téměř celý Karlín. V následujících letech se stal systém protipovodňové ochrany, na němž se začínalo pracovat už po roce 1997, ještě významnější prioritou. Výstavba zásadních částí probíhala od roku 1999 v osmi etapách a mnoha podetapách, zejména v letech 2004–2008. Nejprve probíhala výstavba v centrální části města, po skončení koncepční diskuse i v některých okrajovějších částech. O některých územích bylo rozhodnuto, že je neefektivní je před zatopením Vltavou nebo Berounkou chránit.
Celkové náklady byly odhadovány na tři a čtvrt miliardy Kč - pro srovnání, jen obnova metra zatopeného v roce 2002 stála asi 7 miliard. V roce 2014 jsou celkové náklady odhadovány na 4,3 mld. Kč a ke konci roku 2012 bylo proinvestováno 3,9 mld. Kč. První etapy financovalo přímo město Praha, pro zbývající části se město snažilo získat podporu ze státního rozpočtu i příslušných evropských fondů. V srpnu 2007 dostala Praha státní dotaci 0,6 miliardy Kč na dokončení opatření.

## Typy opatření
V historickém centru města a v blízkosti komunikací jsou pro ochranu využívány mobilní protipovodňové bariéry, tedy zpravidla hliníkové dílce, které jsou na vhodném místě uskladněny a na funkční místo instalovány až v době povodňového ohrožení. V terénu jsou instalovány úchyty, do nichž se tyto bariéry upevňují. Ve výběrovém řízení byl pro celé území Prahy jednotně vybrán systém firmy EKO-SYSTEM, který se používá i v Německu i Rakousku. Toto hrazení se běžně používá až do výšky 3 metrů.[zdroj?]
Pro ochranu Karlína byly provizorně k dispozici gumové protipovodňové vaky plněné vodou.[zdroj?]
V některých úsecích jsou budovány protipovodňové hráze ze zeminy nebo protipovodňové stěny ze železobetonu. K ochraně je využíváno i například železničních náspů či jiných bariér tvořených tělesem komunikace, u nichž pak stačí zabezpečit podchody, podjezdy a další riziková místa.[zdroj?]
Do kanalizační sítě jsou instalovány uzávěry, které umožní zabránit průniku vody v opačném směru, a přečerpávací systémy, které umožňují odčerpávat obsah z takto uzavřené kanalizace.[zdroj?]
V roce 1997 se při stanovení návrhové hladiny vycházelo z průtoku při povodni v roce 1890, tedy pro průtok Vltavy 4030 m3/s s bezpečnostní rezervou 30–50 cm. Po srpnu 2002 byl projekt protipovodňových opatření zesílen a nově dimenzován na průtok Vltavy 5300 m3/s s bezpečnostní rezervou 30 cm. Návrhová hladina se tím zvýšila zejména u Modřan a Holešovic, kde byly původně navrhované úrovně v roce 2002 přelity. V centru města je změna nevýrazná, takže již provedená opatření nemusela být přebudovávána.[zdroj?]

## Části systému, etapy budování

### Staré Město a Josefov
Etapa 0001, Staré Město a Josefov, byla realizována v letech 1999–2000. Zahrnuje mobilní stěny na Masarykově a Smetanově nábřeží a Na Františku a zabezpečení kanalizace na pravém břehu v úseku od Jiráskova mostu ke Štefánikovu mostu. V roce 2002 tato opatření zřejmě zachránila Staré Město před zaplavením.[zdroj?]

### Malá Strana a Kampa

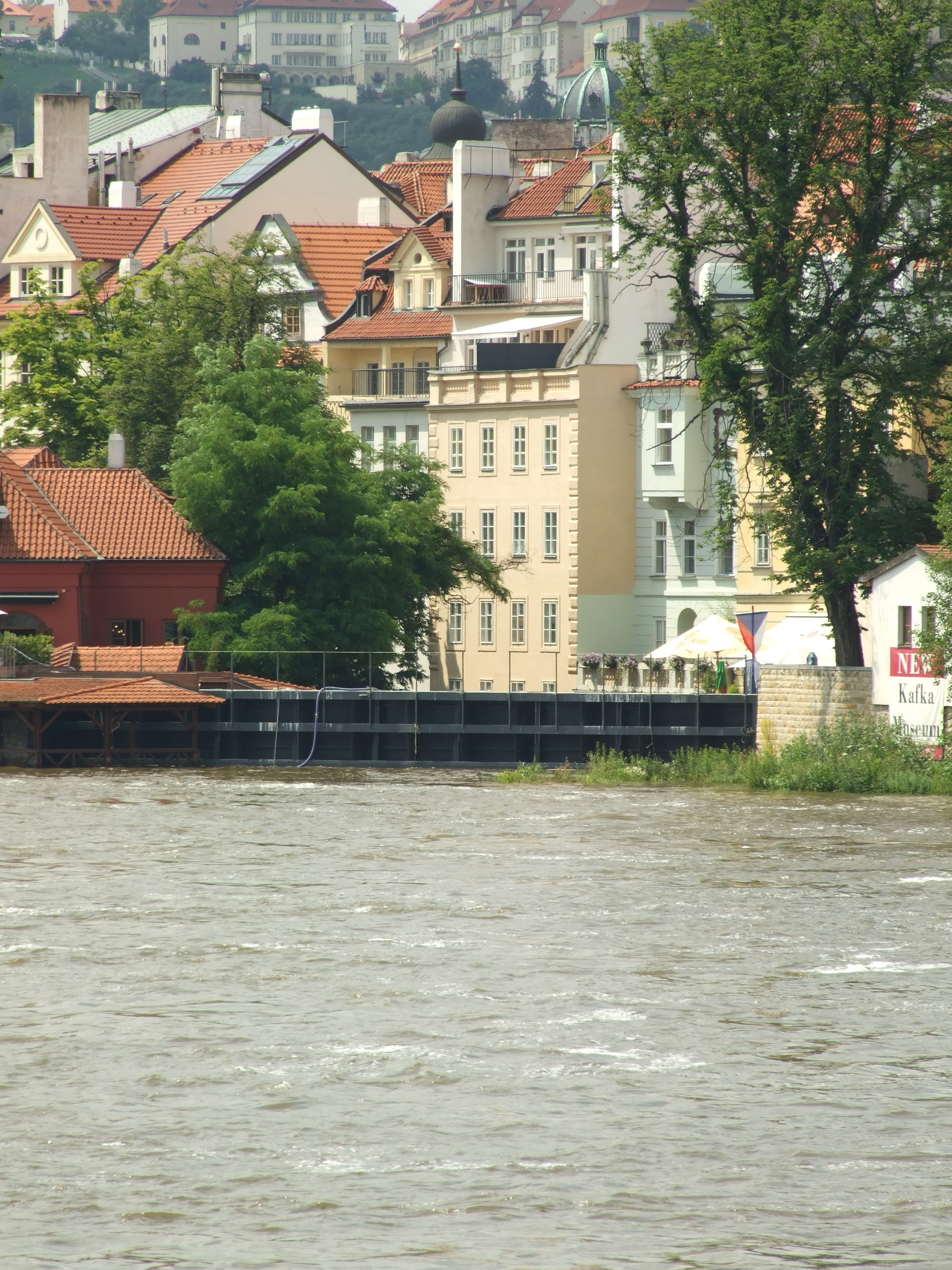
Uzavřená vrata Čertovky při zvýšené hladině 30. června 2009

Etapa 0002, Malá Strana a Kampa, byla dokončena před rokem 2006. V roce 2002 byla rekonstruována zeď Hergetovy cihelny, původní cihlová zeď byla nahrazena železobetonovou. V roce 2003 byla dokončena část ke Kosárkovou nábřeží (před Strakovou akademii). V roce 2003 byl zahájen úsek Říční ulice – Karlův most a část Čertovka (tedy okolí Kampy). Parková zeď na Kampě byla v původním tvaru vybudována jako železobetonová. Sovovy mlýny a Lichtenštejnský palác na Kampě chrání mobilní hrazení. U restaurace Kampa Park v ústí Čertovky jsou vysouvací vrata k přehrazení Čertovky, v horní části nastavitelná mobilním hrazením.[zdroj?]

### Karlín a Libeň
Etapa 0003, Karlín a Libeň, byla dokončena před rokem 2006.[zdroj?]
Od Štefánikova mostu v prostoru ulic Nové mlýny a nábřeží Ludvíka Svobody až k Těšnovskému tunelu je umožněna instalace mobilního hrazení, od Hlávkova mostu k terase hotelu Hilton a k Negrelliho viaduktu, pokračuje zemní hráz kolem budovaného areálu RIVER CITY Prague. V úseku jsou dvě velké hradidlové komory umožňující mobilní přečerpávání z dešťové kanalizace. Zemní hráz pokračuje Rohanským ostrovem k Libeňskému mostu. Zanedbané území mezi hrází a řekou má být přebudováno na rekreační zónu, na chráněné straně hráze je budován Nový Karlín, koruna hráze je upravena pro cyklistickou stezku. Před dokončením této etapy byl pořízen pro provizorní ochranu Karlína pryžový protipovodňový vak plněný vodou, který byl určen k položení na těleso bývalé Rakouské severozápadní dráhy a zajišťoval by ochranu alespoň před stoletou vodou.[zdroj?]
U mostu Barikádníků byla vybudována železobetonová zeď k ochraně budov Matematicko–fyzikální fakulty. U Libeňských přístavů byla vybudována povodňová čerpací stanice s 6 čerpadly o celkové kapacitě 20 m3/s a protipovodňový uzávěr přístavů. Objekt umožňuje uzavřít ústí Rokytky i dešťovou kanalizaci a přečerpávat je do Vltavy. Oboje vzpěrná vrata jsou přemostěna pěší a cyklistickou stezkou z Thomayerových sadů na Libeňský ostrov. Náklady na vybudování tohoto komplexu byly asi půl miliardy Kč. Rozdíl mezi normální úrovní hladiny a úrovní z roku 2002 zde činí asi 8 metrů. Přístavní vrata mají výšku 10,60 metrů a vrata Rokytky 8,80 metrů. Původní přístavní vrata z doby první republiky měla výšku 10 metrů.[zdroj?]

### Holešovice, Stromovka
Etapa 0004, Holešovice a Stromovka, byla dokončena před rokem 2006. Od nábřeží Kapitána Jaroše kolem holešovického meandru ke Stromovce je k umístění mobilního hrazení upraveno nové zábradlí od Hlávkova mostu k holešovické tržnici. Opatření na Bubenském nábřeží byla sice započata již před povodní v roce 2002, ale ukázala se jako nedostatečná a zábrany musely být zvýšeny. Od ulice Komunardů k Libeňskému mostu je na nábřeží vytvořeno v rámci projektu Nová Jankovcova nové zábradlí, umožňující umístění mobilních zábran. Přes Holešovický přístav pokračuje pás pro mobilní hrazení po hraně přístavu, aby chránilo i zde budovaný obytný komplex. Navazuje hrazení směrem do ulice Za elektrárnou. U ulice Varhulíkové mají být železobetonové protipovodňové zdi zakomponovány do budovaných loftových objektů. K ochraně bylo využito také zahrazení podjezdů pod železniční tratí (Holešovickou přeložkou).[zdroj?]

### Výtoň, Podolí a Smíchov
Etapa 0005, Výtoň, Podolí a Smíchov, byla dokončena před rokem 2006. Zahrnuje zejména hradidlové komory na kanalizaci a opatření u ústí Kunratického potoka, ale i některé úseky mobilního hrazení.[zdroj?]

### Modřany
Etapa 0008, Modřany, byla dokončena před rokem 2006. Součástí projektu bylo posílení kanalizačních řadů, rekonstrukce zatrubněných potoků a zdokonalení některých opatření, která byla již součástí stavby KOMOKO, na novou návrhovou hladinu.[zdroj?]

### Zbraslav, Radotín, Velká a Malá Chuchle
Etapa 0006, Zbraslav, Radotín a Velká Chuchle, byla zahájena v roce 2007. V roce 2013 byla dokončena ochrana Zbraslavi a Radotína.
Specifikem této oblasti je nejen nepříznivý vliv soutoku Vltavy a Berounky, ale i velmi propustné podloží, umožňující značné průsaky.[zdroj?]
Oblast Zbraslavi má menší návrhovou hladinu než opatření v ostatních částech města, oblast je chráněna jen před stoletou vodou, původně navrhovaná ochrana byla snížena asi o 50 cm. Od zbraslavského kamenolomu je na návodní straně ulice K přehradám až k ulici Žitavského zídka nastavitelná mobilním hrazením, v dalším úseku je pevná železobetonová zeď mezi komunikací a zástavbou, v místech vjezdů kombinovaná s mobilním hrazením. Ta plní také úlohu protihlukové zdi, pro tento účel je nastavitelná. Další opatření se týkaly dešťové kanalizace, malých vodních toků a podchodů.[zdroj?]
Oblast Radotína je chráněna na návrhovou hladinu odpovídající povodni z roku 2002 zvýšenou o 30 cm. Mezi Berounkou a Radotínem, podél školy a ulice Výpadové, jsou kombinovány nízké železobetonové zídky s mobilním hrazením. Bylo upuštěno od ochrany průmyslových areálů, takže podél ulic Věštínská a U Jankovky zábrany chrání jen obytnou zástavbu a zaústí do tělesa železniční tratě.[zdroj?]
V oblasti poblíž soutoku Vltavy a Berounky mají být těžbou štěrkopísku vytvořena nová jezera, která mají sloužit i k rekreaci, zároveň také jako záplavové území, které může zmírnit dopad povodně na Prahu.[zdroj?]
Oblast Chuchle má být také chráněna na hladinu odvozenou z roku 2002. Ve Velké Chuchli má hrazení začínat podél levého břehu potoka Vrutice pak se stočit směrem k centru středním dělicím pásem Strakonické ulice a po hranici Velké a Malé Chuchle za ulicí Starolázeňskou se opět stočit kolmo směrem k železniční trati. Oblast v okolí závodiště chce soukromý investor zásypem zvýšit na úroveň 1 metru nad niveletou vozovky. Na pravém břehu Vrutice mají být střední škola a obytné domy chráněny jen proti dvacetileté vodě, realizace započne až po konečném projednání.[zdroj?]
V Malé Chuchli má být násep Strakonické ulice utěsněn proti průsakům a mají být zabezpečeny podchody, místní toky a kanalizace podcházející Strakonickou.[zdroj?]

### Troja
Etapa 0007, Troja, byla zahájena v roce 2007.[zdroj?]
Ochrana objektů Matematicko-fyzikální fakulta Univerzity Karlovy u mostu Barikádníků byla řešena již v rámci libeňské etapy.[zdroj?]
Od mostu Barikádníků ke stavbě Městského okruhu má být stávající nedokončená hráz, vybudovaná v minulosti Povodím Vltavy, navýšena betonovou zídkou. Uvažuje se o tom, že by stavbu realizoval státní podnik Povodí Vltavy. U Pelc-Tyrolky byla opatření koordinována s projektem Městského okruhu, v roce 2007 slouží zároveň jako ochrana staveniště tunelu.[zdroj?]
V oblasti samotné Troji byla zvažována možnost zajistit ochranu zemní hrází, která by sloužila zároveň jako nová silniční komunikace, přivádějící vozidla k zoologické a botanické zahradě bez průjezdu zástavbou. V úseku od Městského okruhu k Trojské lávce z Císařského ostrova má být v první části masivní zemní hráz, v další části železobetonová zeď, u niž se z architektonických důvodů zvažovalo nahrazení horní části mobilními zábranami. Součástí projektu je i řada hradidlových komor a uzávěrů na obou březích řeky.[zdroj?]
K této etapě je řazen i relativně samostatný projekt zkapacitnění Šáreckého potoka úpravou na padesátiletou vodu, tato opatření však nebudou údolí chránit před extrémním vzdutím Vltavy.[zdroj?]

## Nechráněné oblasti
Mezi nejvýznamnější oblasti z těch, které protipovodňová ochrana nezahrne, patří Lahovice, Lahovičky a Sedlec. 

## Zabezpečení metra
V metru je po zaplavení v roce 2002 věnována větší pozornost řádnému stavu tlakových vrat, kabelových průchodek a podobných kritických míst, z nichž některá v roce 2002 selhala. Stanice Florenc a Invalidovna jsou chráněny jen na úroveň stoleté vody zvýšené o 30 až 60 cm, ostatní stanice na úroveň povodně z roku 2002 zvýšené o 60 cm. Při vyhlášení třetího povodňového stupně (přesáhne-li průtoku ve Vltavě 1530 m3/s) mají být uzavřeny stanice metra Florenc a další stanice v Karlíně, Staroměstská, Malostranská a Nádraží Holešovice.[zdroj?]

## Využití systému
V pohotovosti byl protipovodňový systém například 30. března 2006, kdy Vltavou v Praze protékalo asi 1350 m³/s vody. V případě překročení průtoku 1600 m³/s by již bylo evakuováno asi 1500 obyvatel čtvrtí Lipence, Zbraslav, Velká Chuchle a Radotín, které před zatopením nebyly fyzicky chráněny.
V roce 2005 se konalo cvičení Voda 2005, které mělo prověřit funkčnost systému. Od 5. do 9. září 2007 mělo proběhnout cvičení Vltava–Labe 2007, největší svého druhu v historii České republiky.
Zatím největší zkouškou protipovodňového systému se stala povodeň z června 2013, kdy Prahou protékalo až 3040 m³/s vody a která se stala druhou největší zaznamenanou povodní za dobu měření, kterou překonává jen povodeň z roku 2002.